# 2013年のテレビ特別番組一覧
2013年のテレビ特別番組一覧 (2013ねんのテレビとくべつばんぐみいちらん)
本項では、2013年に日本国内で放送されたテレビの特別番組をまとめる。

## 単発特番
記事が立項されている番組、および、他年度を含めると通算2度以上放送されている番組に限定して記載する。

### 1月放送
- 3日
  - 大河ドラマ紀行スペシャル 八重の桜map（NHK総合）
  - SWITCHインタビュー 達人達（NHK Eテレ）※パイロット版
  - キセキ動画ファクトリー そんなBANANA!（日本テレビ）[1]
- 5日 - 知ってるor知ったか?クイズ!バレベルの塔（朝日放送）※パイロット版[2]
- 12日 - レッツゴーヤングコンサート2012（BSスカパー!）[3]
- 13日 - ふるさと祭り東京2013 小倉智昭のにっぽんの祭り ふるさとの味（BSフジ）[4]

### 2月放送
- 23日 - 堺でございます（BSフジ）※パイロット版[5]

### 3月放送
- 22日 - バカリズム御一考様（テレビ朝日）※パイロット版[6]
- 25日 - 世の中の「急変化」検証バラエティ 上がり目下がり目（TBS）[7]

### 4月放送
- 13日
  - 志村けんと行く!勝手にドッキリ感動旅!（テレビ東京）[注 1]
  - ももクロ春の一大事2013〜西武ドーム〜（テレ玉）
- 29日 - 夢に恋するキラキラ娘（TBS）

### 5月放送
- 4日
  - 推理せよ!迷Qポワロ（フジテレビ）
  - 絶対笑者（NHK総合）[注 2]
- 15日 - ついに撮った!これが最新犯罪の決定的瞬間（TBS）[注 3]
- 18日 - 歌ネタ王決定戦2013 presented by マルハン（毎日放送）[8]

### 6月放送
- 15日 - ガリレオからの挑戦状〜実験す（フジテレビ）[注 4]

### 7月放送
- 6日 - THE MUSIC DAY 音楽のちから（日本テレビ）[9]
- 7日 - 明石家さんま主催 ならでは体験!THEコンプレッくすっ杯（朝日放送）

### 9月放送
- 7日 - 有吉の夏休み密着100時間（フジテレビ）[注 4]
- 16日 - 明石家さんまの転職DE天職 3時間SP（日本テレビ）
- 24日 - とんねるず×さまぁ〜ずの一文無しジャーニー2×2 〜はじめてのお伊勢参り〜（フジテレビ）[注 5]
- 30日 - SMAP GO!GO!（フジテレビ）

### 11月放送
- 2日 - FNS名曲の祭典 秘蔵映像で振り返る55年 -NO MUSIC, NO TV.-（フジテレビ）

### 12月放送
- 29日 - 超人気芸人ガチで大ゲンカ祭2013（毎日放送）[10]
- 30日
  - 日本テレビ開局60年特別番組 世界に誇る50人の日本人 成功の遺伝史(日本テレビ)
  - クイズ☆正解は一年後（TBS）[11]
- 31日 - 今年スゴかった人 全員集合テレビ2013（テレビ朝日）

## 2回以上放送のシリーズ番組
※レギュラー化前の特番、打ち切り後の復活特番も扱っています。

### 1月放送
- 2012年12月31日〜2013年1月3日 - Eテレセレクション#お願い!編集長（NHK Eテレ）
- 1日
  - 森田さんの初日の出大賞!元気発信!生放送（TBS）[12]
  - 2013年新春皇室特別番組 天皇ご一家 心を繋ぐあの日あの時（テレビ東京）
  - TVチャンピオン正月SP レゴブロック王選手権 ザ・レジェンド（テレビ東京）[13]
  - 第46回爆笑ヒットパレード2013（フジテレビ）
  - 志村&所の戦うお正月2013（テレビ朝日・朝日放送）
  - 元日スポーツ祭り!清原VS桑田!野球対決&井岡世界戦舞台ウラ完全密着スペシャル（TBS）
  - さんタク（フジテレビ）
  - たけし&石川遼のゴルフもグルメも満喫ツアー!2013新春沖縄スペシャル（テレビ東京）
  - 芸能人格付けチェック!これぞ真の一流品だ!2013お正月スペシャル（朝日放送）
  - ウィーン・フィル・ニューイヤーコンサート2013（NHK Eテレ）
  - 史上空前!! 笑いの祭典 ザ・ドリームマッチ2013（TBS）
  - 仲間由紀恵の蒼い地球7（テレビ東京）
  - 中居のかけ算（フジテレビ）
  - お台場政経塾（フジテレビ）
  - TOKYO MXクラシックコンサート2013（TOKYO MX）[14]
  - 新春!よしもと大爆笑2013（サンテレビ）[15]
  - 新春!芸人ブローカー〜東西暗躍スター夢の狂宴2013〜（関西テレビ）[16]
  - BS朝日新春討論スペシャル 世界大激変〜いま、日本を考える 2013（BS朝日）[17]
- 1日・2日 - 新春落語・あけまし亭（毎日放送）
- 1日・2日・3日・5日・12日・14日 - 大野いとの高校サッカー魂（日本テレビ / 民放43社[注 6]）
- 2日
  - 伊勢神宮舞楽（東海テレビ）
  - お正月だよ!爆笑寄席2013 吉本上方漫才（テレビ東京）
  - 新春お好み将棋対局（NHK Eテレ）
  - 新春!お笑い名人寄席（テレビ東京）[18]
  - 関根&優香の笑うお正月（テレビ朝日）
  - 芸視庁!浜田署長の正月から芸能人一斉取り締まりスペシャル（読売テレビ）
  - 夢対決2013とんねるずのスポーツ王は俺だ!!スペシャル（テレビ朝日）[19]
  - 新春クイズ$ミリオネア大復活SP!!（フジテレビ）
  - こいつぁ春から〜初芝居生中継〜（NHK Eテレ）
  - 志村&鶴瓶のあぶない交遊録16（テレビ朝日）
  - 新春!オールよしもと初笑いスペシャルレジェンド漫才12連発&開運“金”コメディ（朝日放送）[20]
  - 鶴瓶・今田のムクワレン大賞（関西テレビ）※改題[注 7]
  - 地元芸人開運バトル!新春厄除けボウリング2013（東海テレビ）
  - 美しすぎる 日韓ゴルフペアマッチ2013（テレビ愛知）[21]
  - ご当地グルメ探偵団3〜怪人ゴリ面相のフルコース〜（新潟テレビ21 / ANN中部5局ネット）[22]
  - 奇跡のピアニスト辻井伸行 魂の旋律 指揮者佐渡裕との10年（BS朝日）[23]
- 3日
  - よゐこの無人島生活 2大無人島でまさかの6時間限界寸前スペシャル（テレビ朝日）
  - 新春お好み囲碁対局（NHK Eテレ）
  - 所さんの楽しいゴルフ2013（テレビ東京）
  - 初笑い東西寄席（NHK総合）
  - 福嵐特別企画!こたつDE嵐2013（フジテレビ）
  - 演歌の花道2013新春スペシャル（テレビ東京）
  - AKB48VS芸能人ファミリー48VSおネエ48 気になる業界の裏側㊙生態調査SP（日本テレビ）
  - 第56回NHKニューイヤーオペラコンサート（NHK Eテレ）
  - 池上彰の2013年を見に行く（テレビ東京）
  - 新春TV放談2013（NHK総合）[24]
  - くだまき八兵衛Xスペシャル 新年あけましてぶっちゃけますSP!（テレビ東京）[25]
  - 爆笑! 2013年こうなる宣言（関西テレビ）
  - 黒木瞳が行く食の世界遺産II〜フランス美食術の真髄を訪ねて(BSジャパン)
- 3日・4日 - 亀田音楽専門学校（NHK Eテレ）※パイロット版
- 4日
  - 新春歌謡フェスティバル（テレビ東京）
  - その手があったか!（フジテレビ）
  - 発見!天才スイッチくん〜すぐに役立つ子育て7つのヒント〜（東海テレビ）[26][注 8]
  - 古代文明ミステリー たけしの新・世界七不思議7（テレビ東京）※最終回[27]
  - 春一番!笑売繁盛（毎日放送）
  - 2013関西財界フォーラム〜戦後最大の危機 出口はどこに〜（朝日放送）[28]
  - 中部財界人新春サロン（中部日本放送）
  - 2013新春プロアマゴルフマッチ お年玉スペシャル（テレビ愛知）[29]
- 5日
  - なかそね荘（日本テレビ）[注 9]
  - 平成25年新春吉例扇町寄席すぺしゃるぅ（関西テレビ）
  - 男がしゃべりでどこが悪いねん!2013新春!（関西テレビ）[注 10]
- 6日
  - もうひとつの箱根駅伝（日本テレビ）
  - ダイワハウススペシャル プロ野球オールスタースポーツフェスティバル（読売テレビ）
  - 世界!ご長寿超人グランプリ2 新春!ご長寿七福神を探せ（中部日本放送）
  - 宮里藍、聖志、優作が本気で謎の物体と勝負に挑む!初打ち3番勝負!（テレビ東京）
  - 決定版!巨大マグロ戦争2013（テレビ東京）[注 11]
  - 日本サッカー新時代〜2014年への旅〜（テレビ朝日）
- 7日 - 草彅剛の女子アナスペシャル2013（フジテレビ）
- 8日 - THEクイズ神（TBS）[30]
- 10日 - 2000万円落下クイズ!マネードロップ（TBS）
- 13日
  - さんま・玉緒のお年玉あんたの夢をかなえたろかスペシャル（TBS）
  - 40th New Years World Rock Festival（フジテレビ）
- 13日、20日、27日 - シアワセトリップ（テレビ大阪）[31]
- 14日 - 第40回JALホノルルマラソン（TBS）
- 15日 - クイズ!ドレミファドン!最強イントロ王決定戦SP（フジテレビ）[注 5]
- 15日、16日 - 長谷川潤 ハワイの魂にふれる〜神々に捧げるフラ〜（NHK BSプレミアム）[32]
- 16日 - 真相解明!久米宏スペシャル第5弾 日本人はデフレが大好きだった!?（テレビ東京）[33]
- 17日
  - 阪神淡路大震災18年 忘れられない思い（毎日放送）[注 12]
  - この瞬間に祈る〜阪神・淡路大震災から18年〜（関西テレビ）[注 12]
  - 阪神・淡路大震災 1.17のつどい（サンテレビ）[注 12]
- 19日
  - あっぱれ!ニッポン国民遺産（九州朝日放送）
  - サイエンスミステリー 見えざる禁断の世界III（フジテレビ）[注 4][34]
- 20日 - よゐこ&鈴木福くんのどうぶつ調査隊が行く!旭山動物園2013（北海道テレビ）[35][注 13]
- 23日 - タカトシの時間ですよ!（TBS）[注 3]
- 26日
  - 地球大紀行スペシャル 堤真一ヒマラヤ巡礼〜山で神さまに逢いたくて〜（中部日本放送）[36]
  - 大好評ツアー第2弾!世界若返りツアーinバンコク（福岡放送）[37]
  - 日本再生プロジェクト〜明日へのベクトル（BS朝日）[38]
- 27日
  - 第34回ABCお笑いグランプリ（朝日放送）[39]
- 29日 - 限界調査委員会 リミッターズ・ハイ（関西テレビ）[注 5][40][注 14]

### 2月放送
- 1日・2日 - TV60 NHK×日テレ 60番勝負・TV60 日テレ×NHK 60番勝負（NHK総合・日本テレビ）[24][41][42][注 15]
- 2日
  - ヤンマースペシャル 地球学校 未来を作れ!地球を救う日本人（毎日放送）[43]
  - 世界に輝く!東北遺産の旅（ミヤギテレビ）[44]
  - 世界法廷ミステリー〜暴かれた仮面〜（フジテレビ）[注 4][45][注 16]
- 3日
  - タカアンドトシのおねだり牛肉宅配便2〜一流有名人を訪問してド緊張SP（中京テレビ）[46]
  - ION Kesho ジャパン・フィギュア団体戦（東海テレビ）[47]
  - たかの友梨シンデレラ2013 密着!3カ月で奇跡の大変身SP-20キロ…（テレビ東京）
  - 平安の彩 天然の曼荼羅（山口放送）
- 4日・11日・18日 - 手越祐也のJ☆BEST（日本テレビ）
- 6日 - 激闘!修羅場の女…密着24時（TBS）[注 3]
- 8日 - こころの歌遺産2〜後世に遺したい日本の名曲〜（BS-TBS）[48]
- 9日
  - 平成24年度NHK全国短歌大会（NHK Eテレ）
  - 文枝の落語創世記（NHK大阪放送局 / 近畿2府4県）[49]
- 9日、23日（最終回） - それいけ!民謡うた祭り（NHK総合）
- 10日
  - 日本大相撲トーナメント第37回大会（フジテレビ）
  - 九州朝日放送創立60周年記念特別番組 涙と笑いの瞬間バラエティ 一枚の写真（九州朝日放送）[注 13][50]
  - ダイドードリンコスペシャル 厳寒!荒行!4つの魂。〜木古内 寒中みそぎ祭り〜（北海道放送）[51]
  - 双方向クイズ 天下統一〜テレビのヒーロー・ヒロイン（NHK総合）
- 11日
  - 第23回JNN共同制作番組 三陸発!世界三大漁場を行く（IBC岩手放送）[52]
  - 第27回民教協スペシャル キ・ボ・ウ〜全村避難 福島県飯舘村二年の記録〜（福島テレビ / 民教協加盟33局）[53][注 1]
  - 使える!オトナ講座3〜新生活のススメ〜（TVQ九州放送）[54]
  - ブラマヨ自転車部 超人&美人☆ナマSP（日本テレビ）
  - 海を越えた家族愛（テレビ東京）[55]
  - 生命38億年スペシャル 最新遺伝子ミステリー"人間とは何だ…!?"（TBS）[56]
  - 東京一人暮らし2013（福島放送 / 新潟テレビ21・長野朝日放送・静岡朝日テレビ・北陸朝日放送）[57]
  - 2013炎の祭典 阿含の星まつり（KBS京都）
  - 第55回グラミー賞授賞式（WOWOWプライム・ライブ）[58]
- 12日 - 東洋水産PRESENTS R-1ぐらんぷり2013（関西テレビ・フジテレビ）[59]
- 13日
  - それでも生きていた!奇跡の中の奇跡の瞬間 衝撃映像100連発SP（TBS）[注 3]
  - 吉本芸人が1番ええ店教えます!大阪最強の穴場ツアー（毎日放送）[注 3][60]
- 15日 - 頭がしびれるテレビ 名曲は数字でできている!?（NHK総合）
- 16日
  - シリーズ日本新生 どうするエネルギー政策〜山積する課題を問う〜（NHK総合）[注 17]
  - 平成24年度NHK全国俳句大会（NHK Eテレ）
  - 芸能界女子温泉部3（テレビ東京）[注 18]
  - メ〜テレ50周年特別番組 ニッポンど真ん中遺産〜強く優しく!家族を支えた東海の妻たちへ〜（メ〜テレ）
  - 大阪発!ローカル線ぶらり途中下車 2013冬 女ひとり旅（テレビ大阪）[注 18][61]
  - 杏が歩く!恋する東海道 其ノ弐（BSジャパン）
- 17日
  - 発表!Nコン2013課題曲（NHK総合）[注 19]
  - 第46回NHK福祉大相撲（NHK総合）
  - あなたの知識をフル解放!クイズ!ハキダセ!!（関西テレビ）[注 20][62]
  - KAMIWAZA〜神芸〜2013（朝日放送）[63]
  - 魅惑のクチコミ!全国お宝探しツアー（読売テレビ）[64]
- 19日 - 間違いだらけの健康ジョーシキ（フジテレビ）[注 5]
- 20日 - 東京VS46道府県冬の陣!ご当地グルメで東京に負けてたまるかSP!（TBS）[注 3][65]
- 23日 - マサカメTV（NHK総合）※パイロット版
- 24日
  - いま わたしたちにできること〜被災地応援 高校生の食プロジェクト〜（NHK総合）[注 1]
  - 大相撲ドキュメント 白鵬と大鵬 最後の会話（TBS）[66]
  - TOYOTA BIG AIR（北海道テレビ放送）
- 25日 - 第85回アカデミー賞授賞式（WOWOWプライム）
- 25日〜28日 - 4夜連続知的探検スペシャル 恋愛は科学だ!（フジテレビ）[67]

### 3月放送
- 1日 - 第43回NHK上方漫才コンテスト（NHK大阪放送局）[68]
- 3日
  - クイズ!100人力「東京駅対決」（NHK総合）
  - 感動地球スペシャル 中川翔子のガラパゴス再生への道（テレビ静岡）[69]
  - 発見!ニッポン予想外家族2（テレビ東京）[注 11]
  - 漫才Loversスペシャル ytv漫才新人賞決定戦（読売テレビ）[70]
- 5日 - 鉄道百景 日本鉄道こころの旅2時間スペシャル（BS-TBS）

- 8日
  - 第36回日本アカデミー賞授賞式（日本テレビ）[注 21]
  - 忘れない未来のために〜東日本大震災から2年〜（NHK名古屋放送局 / NHK総合（中部7県））[注 1][71]※3部構成
- 9日
  - 震災から2年"明日へ"コンサート（NHK総合・BSプレミアム）[注 1]
  - 海外行くならこーでね〜と!（テレビ東京）
  - 第33回篠山ABCマラソン大会（朝日放送）
- 9日・11日 - 震災の記憶（東北放送）[注 1][72]
  1. 9日 - 震災の記憶 未来の命を守るために 〜大川小 遺族の2年〜
  2. 11日 - 震災の記憶 〜復興への羅針盤〜
- 10日・11日 - 震災2年 明日へ〜支えあおう〜（NHK総合）[注 1]
- 10日
  - わ・す・れ・な・い〜伝え継ぐ映像記録2013（フジテレビ）[注 1][73][74]
  - つながろう!ニッポン2013〜“復幸”のために〜（テレビ朝日）[注 1]
  - 伝説飯3〜レジェめし〜語り継がれる最強グルメ伝説（テレビ西日本）[75]
  - シューカツ魂!2013〜日本の未来は僕らがつくる（テレビ東京）
  - 大切な人に伝えたい〜田舎に泊まろう!震災再会スペシャル（テレビ東京）[注 11][注 1]
  - 関西コレクションTV2013 Spring&Summer（関西テレビ）
- 11日
  - 3・11報道特別番組 大震災2年 復興と現実〜被災地の「今」あなたは知っていますか〜（TBS）※2部構成[注 1][76]
  - FNN報道特別番組 東日本大震災から2年 希望の轍2013 東北を歩こう（フジテレビ）[注 1][73][77]
  - 報道特別番組 ともに、明日へ〜震災から731日〜（仙台放送）[注 1]
  - グッときた名場面 ベスト60（日本テレビ）
  - ハレバレとんねるず 略してテレとん（テレビ東京）[注 22]
- 12日 - 突撃解明バラエティ 知らないと!こわい世界4（テレビ大阪）
- 14日 - 花は咲くスペシャル〜100万人の花は咲く（NHK総合）[注 1]
- 14日・21日 - 栗山千明 愛と官能のタンゴ〜ブエノスアイレスの想い出〜（NHK BSプレミアム）[78]
- 15日 - なりたい!知りたい!人気お仕事ランキング5（テレビ東京）
- 16日
  - 同じ穴の王様（日本テレビ）[注 23][注 24]
  - にっぽん演歌の夢祭り（テレビ大阪）[79]
  - 激・漫才道（テレビ大阪）
- 17日
  - まつりの響き〜第13回地域伝統芸能まつり〜（NHK Eテレ）
  - 志村けんの激ウマ列島ふれあい旅15〜早春の富山!豪快海の幸・山の幸&豪雪の世界遺産（テレビ朝日）[注 13]
  - ミ社ラン2013春 ニッポンのできる会社図鑑（TBS）
  - 狭くても大繁盛! 輝け!激セマ店大賞（テレビ東京）[注 11]
- 20日
  - 石鎚 神さんの山（NHK松山放送局 / NHK総合）[注 25][80]
  - 水上の挑戦者スペシャル〜総理大臣杯競走優勝戦〜（TBS）[81]
  - そうだ、京都を走ろう〜情熱と旅情の42.195キロ 京都マラソン2013〜（毎日放送）
- 22日 - 放送記念日特集 どうなる!?テレビ60年目の問いかけ（NHK総合）
- 23日
  - 第19回家族で選ぶにっぽんの歌（NHK総合）[82]
  - 沖縄国際映画祭2013（日本テレビ）
  - 2013ミス・ユニバース・ジャパン 世界一の美を求めて（BS朝日）[83]
- 24日
  - 将棋界の一番長い日（NHK Eテレ）[注 26]
  - 100人の学者が教えます!これが正解アカデミー（フジテレビ）[注 27]
  - ふくしま再興祭り2013（福島中央テレビ）[注 1][84]
  - 第16回熱血!オヤジバトル決戦ライブ（NHK福岡放送局 / NHK総合）
- 25日 - みんなの声!!3（フジテレビ）[85][86]
- 26日
  - 今夜限定!完全復活!徳光和夫の"感動再会逢いたい"4時間SP（TBS）
  - 禁断の事実!知らなきゃよかったNEWS（関西テレビ）[85][注 28]
  - ウソのような本当の瞬間!30秒後に絶対見られるTV（テレビ東京）
- 27日
  - 妄想ニホン料理（NHK総合）[注 29]※パイロット版
  - マバタキー〜瞬き禁止の15秒〜（フジテレビ）[85][注 30]
  - タカトシのクイズ!サバイバル2（日本テレビ）
  - あなたの街にもきっとある 行列のできない激うまラーメン6（テレビ東京）[87]
- 28日
  - 予約殺到!スゴ技の専門外来SP!!（毎日放送）[88][注 31]
  - なんだ君は!?TV平成の偉人から学ぶ人生論SP（TBS）
  - パ・リーグ主義!2013開幕直前スペシャル!〜2013シーズン戦力分析SP〜（TOKYO MX）
- 29日
  - 北海道から届けよう!歌の力コンサート2013（NHK札幌放送局 / 北海道地区）[注 1][89]
  - 苦手だっていいじゃない（テレビ朝日）[注 32]
- 30日
  - ロンブー淳の食べトク!?3（フジテレビ）[90][注 33]
  - 春のBS渋谷で会いまショー（NHK BSプレミアム）
- 30日(予選)、31日(本選) - 元祖!大食い王決定戦 爆食なでしこ頂上決戦（テレビ東京）
- 31日 - 日本くぎづけ大学（フジテレビ）[85][注 34]

### 4月放送
- 1日
  - アリエナイ真実vs芸人 超!真実決定トーナメント（日本テレビ）[注 35][91]
  - クイズ トキハカネナリ（日本テレビ）[注 36]
- 2日
  - 芸能人最強アカペラ王者決定戦 ハモネプ☆スターリーグ（フジテレビ）[注 5][85]
  - 好きになった人9（日本テレビ）
- 3日 - 世界の超S級危険生物コレクション（TBS）[注 3]
- 4日
  - ロンブー&チュートの芸能人ヒットソングで爆笑ショーバトル!（日本テレビ）
  - 芸能界!1万人のイメージVS身内の真実（読売テレビ）
  - 夫婦問題バラエティ!ラブネプ（TBS）[92]
  - 明石家さんまのずっとあなたが好きだった（TBS）
  - 久保ヒャダこじらせナイト2（フジテレビ）※パイロット版
- 6日 – 甦る世紀のご成婚〜超鮮明カラー映像一挙公開〜（TBS）[93][注 37]
- 6日・7日 - カトパン2013〜ダイバーシティ東京劇的1周年記念SP〜（フジテレビ）[94]
- 7日
  - 第4回ロープジャンプ小学生No.1決定戦!（フジテレビ）
  - 世界の子供がSOS!THE★仕事人バンク マチャアキJAPAN8（朝日放送）
- 9日
  - 結婚できない司会者と15人の嫁いる芸人たち（テレビ朝日）[95]
  - V6 LOVE VICTORY（TBS）[96]
- 10日 - 犯人はあなたのそばにいる!TV公開生捜査〜未解決事件を追え!（TBS）[注 3]
- 11日
  - 究極の男は誰だ!?最強スポーツ男子頂上決戦（TBS）
  - おもしろ言葉ゲーム春のOMOJAN祭り2013 1時間スペシャル（フジテレビ）
- 13日
  - つぶやきトラベラー（NHK BSプレミアム）[97]
  - 魔法のランプSHOW2（日本テレビ）[注 23]
  - 第48回上方漫才大賞（関西テレビ）
- 14日
  - SMAP☆がんばりますっ!!（テレビ朝日）[98][注 38]
  - 芸能人の気になる個人情報流出 推理ゲーム☆キロク8（関西テレビ）[99][注 39]
- 21日
  - 世界のギャップを徹底リサーチ なのに調査団（テレビ朝日）[注 40]
  - 秘境に嫁いだ日本人妻（テレビ東京）[注 11]
- 26日 - 私は母になりました 野田聖子・わが子との愛と闘い871日全記録（フジテレビ）[注 41][100]
- 27日
  - ザ・レコーディング ASIAN KUNG-FU GENERATION(NHK BSプレミアム)[101]
  - action!日本を動かすプロジェクトaction!日本を動かすプロジェクト アベノミクスで給料は上昇?日本の行方（日本テレビ）
  - まっすぐに智華子、夢へ〜全盲の少女、18歳の軌跡〜（札幌テレビ）[注 9][102]
- 28日
  - 久本印でお買い上げ!〜ガチでお試しSP〜（日本テレビ）
  - 発見!こんな所にレストラン（テレビ東京）[注 11]
  - 木梨憲武 アートって何だ?ニューヨークMoMAの秘密（BS朝日）[103]
- 29日 - 欲しがり女子のマストバイ・リスト!編集部〜2013春コレ〜（テレビ東京）

### 5月放送
- 1日 - 終焉の美学（NHK総合）[注 42]
- 2日 - 世界ふれあい街歩き（NHK総合）
- 3日
  - 憲法記念日特集 "憲法改正"を問う（NHK総合）
  - 渋谷DEどーもを楽しもう（NHK総合）
  - オンガクジェネレーション（NHK総合）[注 43]
  - 恋愛格差バラエティー ラブぎゃっぷる（日本テレビ）[注 44]
  - 池上彰くんに教えたいニュース（日本テレビ）[注 21][104]
  - 第42回広告大賞（フジテレビ・関西テレビ）
  - 世界で働くお父さん4（テレビ東京）[105]
  - 西日本8局特番 池上彰の地方のチカラが日本を変える!（毎日放送 / JNN西日本8局[注 45]）[106]
  - ザよこはまパレード（テレビ神奈川）
- 3日 - 4日 - サンキュー!忌野清志郎 ほぼ30時間ぶっ通し「愛し合ってるかい!?」（フジテレビNEXT ライブ・プレミアム）
- 4日 - 世界の絶景100選ベストコレクション（フジテレビ）[注 4]
- 5日
  - 黒柳徹子のユニセフ報告 世界一新しい国 アフリカ・南スーダンの危機（テレビ朝日）[注 13]
  - 飛び出せ!科学くん 巨大!大群!超危険!世界のスゴイ動物映像（TBS）
  - そこまでやる!?日本のスゴイ家（テレビ東京）[注 11]
- 6日
  - ちょこっとサイエンス（NHK総合）
  - あの時あいつに神が降りた!奇跡の瞬間SP2（TBS）[107]
  - ガラスの地球を救えスペシャル ワンダー・アース〜子どもたちにいま伝えたいこと（朝日放送）[108]
- 7日 - 踊る!大警察24時（フジテレビ）[注 5]
- 11日
  - 明日、誰かに話したくなる!世界ビックリ!?B級ニュース（テレビ東京）[注 46][109]
  - ミチコ靖子窈の女子会〜夢に唄えば〜2（NHK BSプレミアム）[110]
- 12日
  - 全力!汗!涙!笑顔!キッズダンス頂上決戦 HAISAI2013（テレビ東京）
  - 給食レストラン☆（東海テレビ）[111]
- 26日
  - まろまろ一笑懸命（テレビ朝日)[注 38]
  - 小林賢太郎テレビ5（NHK BSプレミアム）[112]

### 6月放送
- 2日〜9日、7daysチャレンジTV〜一緒に、未来貢献。〜（日本テレビ）※複数番組を編成[113]
- 8日 - AKB48第5回選抜総選挙 生放送SP（フジテレビ）[注 47][114]
- 9日 - ネプチューンのTHE☆宝島 瀬戸内海で大発掘SP（山陽放送）
- 11日 - ヘンないきもの最新ランキング大発表SP（フジテレビ）[注 5][115]
- 14日 - あなたの知るかもしれない世界5（フジテレビ）[注 41]
- 22日 - MTV VMAJ 2013（MTVジャパン）[116]
- 23日 - ニッポンを釣りたい!（テレビ新広島）
- 25日 - 超ド級!世界のありえない映像博覧会10（フジテレビ）
- 27日 - SASUKE RISING 2013（TBS）[117]
- 29日 - 人志松本のすべらない話（フジテレビ）[注 4]
- 29日〜30日 - 音楽の日（TBS）[118][119]

### 7月放送
- 1日 - HEY!HEY!HEY!電撃復活2013ダウンタウンがやらなきゃ誰がやる!SP（フジテレビ）
- 3日 - アイアンシェフSP料理W杯 日本代表VSアメリカ代表（フジテレビ）
- 13日・20日 - あたらしあらし（フジテレビ）[120]
- 15日 - 修造学園〜学校では教えてくれない授業〜15（テレビ朝日）[121]

- 26日 - 探検!秘境駅2013夏（北海道テレビ）[127]
- 27日 - ブレインワールドカップ知力世界No.1大学決定戦（フジテレビ）[注 4]
- 31日 - 2013 FNSうたの夏まつり（フジテレビ）[128]

### 8月放送
- 3日〜4日 - FNS27時間テレビ 女子力全開2013 乙女の笑顔が明日をつくる!!（フジテレビ / FNS27局[注 48]）[129]
- 11日 - 池上彰の戦争を考えるSP第4弾〜戦争をどう伝えたのか?〜（テレビ東京）
- 24日〜25日 - 24時間テレビ36「愛は地球を救う」（日本テレビ / NNN・NNS31局[注 49]）[41]

### 9月放送
- 4日 - Iwataniスペシャル 第36回鳥人間コンテスト2013（読売テレビ）

- 13日 - ライオンスペシャル 第33回全国高等学校クイズ選手権（日本テレビ）[136]
- 15日 - なるほど!新オナマエ堂（テレビ西日本）[137]
- 16日 - アジア熱風街道-メコンを結ぶ1000キロの旅-（RKB毎日放送）[138]
- 21日 - テレビ愛知開局30周年記念8時間30分スペシャル!（テレビ愛知）
- 23日 - キングオブコント2013（TBS）
- 27日 - 大恋愛II〜こんなところにエヒメ県 あんなところにオオイタ県〜(愛媛朝日テレビ、大分朝日放送)[139]
- 30日 - ドレミファさまぁ〜ず♪3（テレビ東京）

### 10月放送
- 12日〜14日 - 第80回NHK全国学校音楽コンクール全国コンクール（NHK Eテレ）
- 14日 - 東寺音舞台（毎日放送）[140]
- 18日 - 平成ノブシコブシのヨルオシ!1時間SP 番組史上初 吉村VS徳井 ガチ対決!（北海道テレビ）
- 19日
  - 第6回貝印スイーツ甲子園（BSフジ）
  - みんなで“uhb!”ライブ〜歌って はじけるべさ!〜（北海道文化放送）[141]
- 24日 - ドラフト緊急生特番!お母さんありがとう〜夢を追う親と子の壮絶人生ドキュメント（TBS）

### 11月放送
- 4日 - 第11回MBS新世代漫才アワード（毎日放送）
- 10日 - ROGUE再結成・終わりのない歌〜バリアフリーめざすROCKのチカラ〜（群馬テレビ）[142]
- 21日 - ベストヒット歌謡祭2013（読売テレビ）
- 27日 - 日テレ系音楽の祭典 ベストアーティスト2013（日本テレビ）

### 12月放送
- 1日 - ザック流の正体を探れ!〜イタリア人監督の大胆な挑戦と新たな希望〜(テレビ静岡)[143]
- 4日 - 2013 FNS歌謡祭（フジテレビ）
- 5日 - 第46回日本作詩大賞（テレビ東京）
- 7日 - 必見!ヒット商品研究所2013〜ベストヒット＆ロングセラーのヒミツ〜(テレビせとうち)[144]
- 11日 - 第46回日本有線大賞（TBS）
- 14日 - Daiwa House Presents Billboard JAPAN Music Awards 2013(テレビ大阪)[145]
- 15日
  - 北の文芸館2013〜朗読と音楽のライブセッション〜 (NHK札幌放送局)[146]
  - FNN報道特別番組今年のニュース決定版!〜すべては、あの日、始まった〜（フジテレビ）[147]
  - 日清食品THE MANZAI2013 年間最強漫才師決定トーナメント!（フジテレビ）
- 23日
  - 世界に届け!私たちの創った音楽 インターナショナルジュニアオリジナルコンサート (テレビ東京)[148]
  - 羽鳥慎一の1万人の第九音楽旅（毎日放送）
- 24日
  - さんま&SMAP!美女と野獣のクリスマススペシャル2013（日本テレビ）
  - 明石家サンタの史上最大のクリスマスプレゼントショー2013（フジテレビ）
- 25日
  - 二階堂スペシャル かかし村人情通り〜中津市山国町「なんもない!」からの物語（大分放送）[149]
  - クリスマスの約束2013（TBS）
- 27日
  - 爆笑問題の検索ちゃん芸人ちゃんネタ祭り2013（テレビ朝日）
  - ビートたけしの親切な人が5千万円貸してくれないかTV（TBS）
- 28日
  - UHBスポーツスペシャル ソチへ 心つないで（北海道文化放送）[150]
  - MXドキュメント チームニッポンの決断〜2020TOKYO 勝利の舞台裏（TOKYO MX）[151]
  - 爆笑★漫才リレー!!〜師匠と若手の数珠つなぎ〜（BS日テレ）[152]
- 29日
  - 報道の日2013（TBS）
  - ニッポンの4番へ翔る〜中田翔2013年の真実（テレビ北海道）[153]
  - マジック4000年の歴史〜第2章〜誰も知らない奇術大国ニッポン（BS日テレ）[154]
- 30日
  - なわとびかっとび王選手権2013（NHK Eテレ）[155]
  - 第55回輝く!日本レコード大賞（TBS）
  - ホテル時間旅行スペシャル〜渡辺大・憧れのフランス懐古紀行〜（BS日テレ）
- 31日
  - 大みそか列島縦断LIVE 景気満開テレビ2013（フジテレビ）
  - 国分くんちのスポーツ忘年会2013（フジテレビ）
  - 全国おもしろニュースグランプリ（テレビ朝日）
  - 第46回年忘れにっぽんの歌（テレビ東京）
  - KYOKUGEN2013（TBS）
  - 第64回NHK紅白歌合戦（NHK総合）
  - 東急ジルベスターコンサート2013-2014 (テレビ東京、BSジャパン)
  - 駒大岩見沢 最後のヒグマ打線（北海道放送）
  - ノーサイドの風〜ラグビーが描く夢の軌跡〜（北海道放送）

### 1年間で複数回放送された特番
- 1月1日（新春SP）、3月9日、4月27日、5月26日 - 新世代が解く!ニッポンのジレンマ（NHK Eテレ）
- 1月1日(3)、7月13日(4) - 木梨目線! 憲sunのHAWAII 3&4(BSフジ)
- 芸能人格付けチェック
  - 1月1日 芸能人格付けチェック2013 お正月スペシャル!
  - 10月4日 芸能人格付けチェック 主婦芸能人に品格はあるのかスペシャル!
- 1月2日(正月SP)、4月21日(第19弾)、12月27日(第20回記念・最終回) - 痛快!ビッグダディ（テレビ朝日）
- 1月2日、3月29日、5月8日、12月5日、12月29日 - 国民総参加クイズSHOW! QB47（NHK総合）[注 52]
- 1月2日 - 世界1のSHOWタイム〜ギャラを決めるのはアナタ〜7（日本テレビ）
- 1月3日 - 福山雅治 最後の楽園を行く（NHK総合）[注 17]
- 1月4日、4月12日、9月19日 - 大人気店でドッキリ!!ありえない商品 売れる?!売れない?!第3・4・5弾（日本テレビ）
- 1月4日、3月28日、8月24日、9月19日、12月10日 - 列島警察捜査網 THE追跡（テレビ朝日）
- 1月4日、4月2日 - 内村オフモード（TBS）
- 1月4日 - 2月1日、3月1日、4月5日、5月3日、6月7日、7月5日、8月2日、9月6日、10月2日（月1回）、お伊勢さん（三重テレビ）[186][187] 全10回
- 1月4日、7月23日 - 千原J&サバンナ高橋 さすらいのアラフォー兄さん（朝日放送）
- 1月4日、12月25日 - 神がかりハプニング!プラチナ映像アワード（TBS）[188]
- 1月5日 - 4月30日、東京スカイツリー受信確認テスト（NHK東京、民放キー局）
- 1月5日、4月7日[注 40] - なんでも図解テレビ（テレビ朝日）[189]
- 1月5日、8月10日、8月17日 - れんまん!（NHK総合）
- 1月6日、3月31日、9月21日 - おやすみ日本 眠いいね!（NHK総合）
- 1月9日[注 3]、3月31日 - 甦る昭和の歌姫伝説4・5（TBS）
- 1月13日、2月17日、4月13日 - 〜心の都へスペシャル〜 千年の都 美の旅人（日本テレビ）
- 1月13日、2月3日、3月24日 - よしもと情熱コメディ〜TVのウラ側で大騒ぎ!モンスターAD奮闘記〜 （読売テレビ）
- 1月13日(9)、3月9日(10) - わが心の美空ひばりPART9・10（BS朝日）
- 1月14日、4月29日、11月4日 - 完成!ドリームハウス（テレビ東京）
- 1月18日、11月9日、12月8日 - AAAのキズナ合宿（テレビ朝日）
- 1月18日、3月15日、12月14日[注 53] - Calcolon（フジテレビ）
- 1月19日、3月9日 - シンサイミライ学校 いのちを守る特別授業（NHK大阪放送局 / NHK Eテレ）[注 1]
- 1月20日、9月29日、11月3日 - マゼランの魂（テレビ東京）
- 1月23日、4月3日 - どうして笑っていたんですか?（テレビ東京）[190]
- 1月26日、2月2日 - 田原総一朗の仰天歴史塾〜世界を変えた1989年〜（BSジャパン）[191]
- 1月26日、2月23日、3月23日 - キスマイ BUSAIKU!?（フジテレビ）[192]※パイロット版
- 1月27日、6月2日、12月15日 - 迷っても行きたい!!路地裏の名店4・5・6（テレビ東京）[注 11]
- 1月28日 - 31日、9月3日 - 9月5日、前説王（テレビ朝日）
- 1月30日、6月12日 - 実録アナタはこうしてダマされる!最凶サギの手口ワースト10（TBS）[注 3]
- 2月2日、3月9日、3月29日、4月26日 - COLLEGE×SPORT GREEN GENERATION（フジテレビ）
- 2月10日、4月14日、6月2日、7月28日、10月27日 - 感動!生活改革スペシャル 愛する家族へサプライフ!（テレビ東京）[193]
- 2月10日、3月28日 - ドラゴンレイディ（フジテレビ）[85]
- 2月11日、5月4日、9月28日、11月4日 - 歌いーな!（テレビ東京）
- 2月11日、4月4日、8月19日、10月14日、12月9日 - クイズ!北海道100年ニュース(NHK総合 / NHK札幌放送局)
- 2月16日 - お笑い生ワイド!なるみ・中川家のにこにこテラス（関西テレビ）
- 2月16日、4月5日 - ぶっちゃけ告白TV!カミングアウト!（フジテレビ）[85][194]
  - 10月11日 - ぶっちゃけ告白TV!カミングアウト!新婚・独身・バツ1・バツ2 ワケあり女のホンネ大連発SP
  - 12月27日 - コレを言わずに年が越せるか!ぶっちゃけ告白TV!カミングアウト祭り!2013
- 2月17日、24日、4月29日、5月6日 - 危機回避バラエティー ドッチ×ドッジ（NHK総合）[注 2][195]
- 2月20日[注 3]、6月4日 - 今すぐ覗きたい24の財布〜超有名人の賢いお金の使い方SP〜（毎日放送）
- 2月20日、27日、3月6日 - 80年後のKENJI〜宮沢賢治21世紀映像童話集〜（NHK BSプレミアム）
- 2月24日(4)、9月1日(5) - 秘境の地からやって来た!仰天ニッポン滞在記（テレビ東京）[注 11]
- 2月26日、9月3日 - 志村けんのだいじょうぶだぁスペシャル（フジテレビ）[注 5]
- 3月2日、12月9日、12月12日、12月13日 - 日本一テレビ〜1億3000万人の頂上決定戦〜（日本テレビ）[41][196]
- 3月3日、5月26日、7月14日、8月18日、9月29日、11月10日(特別編)、12月29日 - 路線バスで寄り道の旅（テレビ朝日）[注 13]
- 3月8日、8月14日、10月16日 - 懐かしの昭和メロディ（テレビ東京）
- 3月15日 - いつか来る日のために 証言記録スペシャル「帰宅困難」（NHK総合）[注 1]
- 3月16日、7月4日、10月3日 - 東野・有吉のどん底（TBS）[注 54]
- 3月16日、23日 - 天海祐希 スペイン 情熱の女たち（NHK BSプレミアム）
- 3月16日、11月2日 - 千人の力（NHK BSプレミアム）[197]
- 3月17日、8月10日、10月5日、12月7日 - エンタの神様大爆笑の最強ネタ大大大連発スペシャル（日本テレビ）
- 3月18日 - 22日・24日、北前船の海道をゆく（BS朝日）
- 3月23日(14)、8月10日(15)、11月30日(16) - さんま&くりぃむの芸能界(秘)個人情報グランプリ（フジテレビ）[注 4]
- 3月24日(8)、6月30日(9)、9月22日(10)、11月24日(11)、12月29日(12) - 世界の秘境で大発見!日本食堂（テレビ東京）[注 11]
- 3月25日、10月14日、12月29日 - うわっ!ダマされた大賞（日本テレビ）
- 3月25日、9月18日 - あなたが聴きたい歌の4時間スペシャル（TBS）
- 3月26日 - 東野・岡村の旅猿 プライベートでごめんなさい…SP タイの旅（日本テレビ）[198]
- 3月25日、4月24日、6月9日、7月12日、8月13日、11月7日（6回）、幻解!超常ファイル ダークサイド・ミステリー（NHK BSプレミアム）[199]
- 3月27日、28日 - 嵐の明日に架ける旅〜希望の種を探しに行こう〜（NHK総合）※後半2回[200][注 55]
- 3月27日、 - 激撮!密着警察24時!犯罪捜査最前線SP（TBS）[注 3]
- 3月27日、4月29日、8月17日 - 世界遺産ドリーム対決!（NHK総合）
- 3月27日、5月17日、24日、6月24日 - 人狼〜嘘つきは誰だ?〜（フジテレビ）[201]
- 3月28日、7月4日、9月26日、12月26日 - 名曲ベストヒット歌謡（テレビ東京）
- 3月29日、9月20日 - 世界遺産"三大迷宮"ミステリー（テレビ東京）
- オールスター感謝祭'13（TBS）
  - 3月30日（44） - オールスター感謝祭'13春 5時間半全国一斉生テストSP!!
  - 9月28日（45） - オールスター感謝祭'13秋 芸能界No.1チーム決定戦!
- 3月31日、4月13日、20日 - 大沢たかお 神秘の北極圏（NHK総合）[注 17][202]
- 4月1日、9月23日 - 見破れ!!トリックハンター（日本テレビ）
- 4月1日(10)、9月30日(11) - 貧乏に負けるな!2男12女ワケアリ大家族（テレビ東京）[203]
- 4月2日、10月1日 - 有吉のバカだけど…ニュースはじめました（テレビ東京）[204]
- 4月5日、7月19日、9月20日、12月20日 - 仰天パニックシアター（テレビ東京）
- 4月6日、10月5日、12月24日 - のどじまん ザ!ワールド（日本テレビ）
- 4月7日、14日 - MEGAQUAKEIII〜巨大地震（NHK総合）[注 17]
- 4月8日、10月7日 - FNS5000番組10万人総出演! がんばった大賞（フジテレビ）
- 4月8日、8月21日、12月27日 - 謝りたい人がいます。（TBS）
- 4月9日、7月6日 - 今は役に立たないけどいつか知っててよかったと思うやりかた大図鑑（フジテレビ）[205]
- 4月12日、6月23日 - キイタハナシ（フジテレビ）[206]
- 4月13日、7月21日、11月17日、12月29日 - World Baseballエンタテイメント たまッチ!（フジテレビ）
- 4月28日、5月12日 - 最強!世界キセキ映像 家族で笑う珍ニュース（TBS）[注 56][207]
- 4月29日、7月15日、8月11日、10月14日 - 解説スタジアム（NHK総合）
- 4月30日、12月17日 - 歌謡チャリティーコンサート（NHK総合）
- 5月4日、6月2日、8月4日、9月14日、11月3日、12月14日 - 民謡魂 ふるさとの唄（NHK総合）
- 5月4日、7月21日 - 推理せよ!迷Qポワロ（フジテレビ）
- 5月11日、6月28日、9月28日、10月26日、12月7日 - 欽ちゃんの全国びっくり王!（NHK BSプレミアム）[208]
- 5月12日(6)、10月27日(7) - 徳光&ピン子&ミッツのもしも突然芸能人が家族になったらどうなる?（テレビ東京）[注 11]
- 5月18日(プロローグ)、19日(第1集)、26日(第2集) - 病の起源（NHK総合）[注 17]
- 5月25日、11月23日 - IPPONグランプリ（フジテレビ）[注 4]
- 6月7日、9月11日、11月22日 - 北海道のナンモン（NHK総合 / NHK札幌放送局）[209]
- 7月5日、12月30日 - 所さんの世界のビックリ村!〜こんなトコロになぜ?〜（テレビ東京）
- 8月7日、12月25日 - こんにちは!動物の赤ちゃん2013（NHK総合）
- 8月31日、12月27日 - 世界豪華ホテルの旅 世界遺産とセレブ御用達の極上リゾート（BS朝日）
- 10月20日、12月8日 - どうぶつランキンZOO（フジテレビ）
- 12月7日（前編）、12月8日（後編） - 謎解きLIVE 英国式ウィークエンド殺人事件（NHK BSプレミアム）[210]
- 12月7日、12月14日、12月21日 - アニメテーマソング2013〜嫁と駆け抜けた日々（Music Japan TV）[211]
- 12月26日、12月27日 - ワタシが好きな500の色（BSフジ）[212]
- 12月30日、12月31日 - シニアのためのあこがれ海外生活（BS日テレ）[213]

## レギュラー番組のスペシャル版

### NHK総合・NHK Eテレ
- 1月1日
  - おかあさんといっしょ お正月スペシャル（NHK Eテレ）
  - フックブックロー福袋コンサート（NHK Eテレ）
  - 美の壺 新春「邸宅スペシャル」（NHK総合）
  - 歴史にドキリロワイヤル・スペシャル（NHK Eテレ）
  - 着信御礼!ケータイ大喜利お正月スペシャル（NHK総合）
- 1月2日
  - みいつけた! うたいましておめでとうスペシャル（NHK Eテレ）
  - さわやか自然百景・新春特集（NHK総合）
  - テストの花道 本番直前 受験生応援スペシャル!（NHK Eテレ）
  - 地球イチバンお正月スペシャル（NHK総合）
  - スーパープレゼンテーション新春SP（NHK Eテレ）
- 1月2日・3日 - 大人のピタゴラスイッチ（NHK Eテレ）
- 1月3日
  - いないいないばあっ! 〜おしょうがつだよ おめでとう!〜（NHK Eテレ）
  - 特集・小さな旅 忘れ得ぬ山河（NHK総合）
- 1月4日
  - スタジオパークからこんにちは「八重の桜」スペシャル（NHK総合）
  - 連続クイズ ホールドオン!新春SP（NHK総合）
- 1月5日 - 大志を抱け!セカイで仕事ハッケン伝（NHK総合）
- 1月5日(総合)、6日(BS1) - COOL JAPAN新春スペシャル〜ニッポン人への大ギモン〜（NHK総合・BS1）
- 1月6日 - にほんごであそぼ元気コンサートin福島（NHK総合）[注 1]
- 1月7日 - クローズアップ現代スペシャル「エネルギー大変革〜岐路に立つ日本の資源戦略〜」（NHK総合）
- 1月10日 - 大科学実験スペシャル〜もっと!やってみなくちゃわからない（NHK総合）
- 1月11日 - Shibuya Deep A初笑い90分スペシャル（NHK総合）
- 2月9日 - ダーウィンが来た!スペシャル ふしぎ!感動!ニッポンの動物たちはスゴかった（NHK総合）
- 3月16日 - 突撃!アッとホームレギュラー化!記念SP（NHK総合）
- 3月18日 - 探検バクモンスペシャル・爆笑問題の福島入門（NHK総合）[注 1]
- 3月21日 - MJ presents AKB48 ドキュメント 3.11（NHK総合）[注 1]
- 3月22日 - のんびりゆったり 路線バスの旅北へ南へ二人旅スペシャル（NHK総合）
- 3月25日 - サラメシ第3シリーズ放送直前スペシャル（NHK総合）
- 3月29日 - キッチンが走る!沖縄スペシャル 春の美ら海・食の楽園!（NHK総合 / 関東甲信越地域）
- 3月30日 - グラン・ジュテ 私が跳んだ日拡大スペシャル（NHK Eテレ）※最終回
- 4月2日 - 応援ドキュメント 明日はどっちだ初回スペシャル（NHK総合）
- 5月2日 - ミュージック・ポートレイト BESTコレクション（NHK総合）
- 5月3日 - 極上のはなし 演芸図鑑スペシャル対談集（NHK総合）
- 5月6日 - ざわざわ森のがんこちゃんスペシャルショー プリンプリンと大ぼうけん（NHK Eテレ）
- 5月6日、7月15日、10月29日 - MUSIC JAPAN ANNEX（NHK総合）
- 5月12日、8月12日、13日、14日 - おかあさんといっしょファミリーコンサート ふしぎ!ふしぎ!おもちゃのおいしゃさん（NHK Eテレ）
- 8月22日 - ミュージック・ポートレイト サッカー日本代表スペシャル（NHK Eテレ）
- 9月16日 - おかあさんといっしょスペシャルステージ2013 みんないっしょに!空までとどけ!みんなの想い!（NHK Eテレ）
- 11月22日 - SONGSスペシャル 松任谷由実〜生きる歓び 歌にこめて〜（NHK総合）
- 12月23日 - おかあさんといっしょファミリーコンサート いたずらたまごの大冒険!（NHK Eテレ）

### 日本テレビ・NNN・NNS系列
- 1月1日
  - 日本で一番早いお笑いバトル!フットンダ王決定戦2013（中京テレビ）
  - 笑点!お正月だよ!大喜利まつり!（日本テレビ）
- 1月4日 - 情報ライブ ミヤネ屋 新春しゃべくりSP（読売テレビ）
- 1月5日(新春土曜版)、3月25日、10月14日 - 月曜から夜ふかし 日本の大大大問題SP（日本テレビ）
- 1月7日 - 芸人報道新春拡大1時間!芸人カップルいらっしゃーい!カミカミ&スマートSP（日本テレビ）
- 1月8日 - ダウンタウンのガキの使い笑ってはいけない熱血教師お見逃しも未公開も一挙公開SP（日本テレビ）
- 1月26日(95分)、2月2日(95分)、23日(105分)、3月30日(120分) - 土曜はダメよ!スペシャル（読売テレビ）
- 2月2日 - ママモコモてれび"たべる"スペシャル 一流シェフと行く!ちびっこ北陸グルメ旅（日本テレビ）[注 9]
- 2月14日 - もってる!? モテるくん特別企画 俺たちにまかせろ!!一流企業PR大作戦（読売テレビ）
- 2月16日 - アグリンの家「絆」スペシャル（日本テレビ）[注 9]
- 3月2日 - キユーピー3分クッキング放送50周年 愛情手料理から選ぶ春満喫のベストレシピSP（日本テレビ）[219]
- 3月10日 - NNN特報 真相報道 バンキシャ!被災地1000人の声SP（日本テレビ）[注 1]
- 3月11日[注 1]、20日 - news every.拡大SP（日本テレビ）
- 3月17日 - 読売テレビ開局55年記念番組 あさパラ!特別編 ハイヒール結成30年で結局、南極まで行っちゃいましたSP（読売テレビ）
- 3月24日・31日 - ブラックマヨネーズのネホりん!ハホりん!（読売テレビ）[注 58]
- 4月6日 - シューイチ傑作選SP（日本テレビ）[注 9]
- 4月9日 - 今夜くらべてみました 春のワガママ美女ベスト9 とことんくらべてみましたSP!（日本テレビ）
- 4月17日 - AKBグルメ選抜!焼肉総選挙（日本テレビ）[注 59]
- 4月20日 - ウーマン・オン・ザ・プラネット 海外に住みたくなる名場面ランキングSP（日本テレビ）
- 5月4日 - ゴリ夢中SP（中京テレビ）
- 6月13日 - 快脳!マジかるハテナ たるんだ脳をひきしめる 頭の大体操2時間SP（日本テレビ）
- 6月30日 - 大阪ほんわかテレビ 祝20周年!怒涛の三段重ねスペシャル!（読売テレビ）
- 9月21日 - ぶらり途中下車の旅 秋の北海道2時間SP（日本テレビ）
  - 12月21日 - ぶらり途中下車の旅 師走の京都・大阪SP
- 12月7日 - ディズニー・ライブ!ミッキーのザ・マジックショー はるな&エレーヌが体験 びっくりマジック スッキリ!!大公開SP[220]
- 12月28日 - メレンゲの気持ち京都おでかけスペシャル（日本テレビ）
- 12月29日 - 誰だって波瀾爆笑 宝塚100周年!歴代スターが全て告白 90分スペシャル!!（日本テレビ）

### テレビ朝日・ANN系列
- 1月1日
  - 朝まで生テレビ!元旦スペシャル（テレビ朝日）
  - やべっちFCお正月スペシャル（テレビ朝日）
- 1月3日 - マツコ&有吉の怒り新党お正月SP（テレビ朝日）
- 1月4日 - キラ☆キラ Girly mama2013新春スペシャル（テレビ朝日）
- 1月5日 - ショナイの話23時版（テレビ朝日）
- 1月6日
  - 報道ステーション SUNDAY新春3時間SP（テレビ朝日）
  - 中居正広の怪しい噂の集まる図書館特別編（テレビ朝日）[注 13]
- 1月8日、2月12日、3月19日、4月2日、30日(3H)、1月29日、3月5日、4月23日、5月21日(2H) - たけしの健康エンターテインメント!みんなの家庭の医学2・3時間スペシャル（朝日放送）
- 1月12日 - 人生の楽園ふるさと応援してますスペシャル（テレビ朝日）
- 1月12日、19日、2月9日、3月9日、23日、30日、4月27日、5月11日、25日、6月8日(2H)、3月30日(2.5H) - 関ジャニの仕分け∞スペシャル（テレビ朝日）
- 1月13日、2月3日、24日、3月17日、5月5日、6月16日、30日(2H)、3月31日(3H) - シルシルミシルさんデー特盛版2・3時間SP（テレビ朝日）
- 1月14日、2月25日〜3月1日、3月25日 - 若大将のゆうゆう散歩拡大スペシャル（テレビ朝日）
- 1月22日、4月16日、5月14日(2H)、3月12日、6月11日(3H) - トリハダ㊙スクープ映像100科ジテン2・3時間スペシャル（テレビ朝日）
- 3月30日 - 一志相伝スペシャル「歴史に消えた“幻の色”を復活せよ!!〜古代の職人技に挑む親子〜」（朝日放送）
- 4月5日(※初回、3H)、5月10日(2H)、6月28日(3H) - 世界の村で発見!こんなところに日本人2・3時間スペシャル（朝日放送）
- 7月27日、12月12日 - 医TVスペシャル（北海道テレビ）[223]
- 11月23日 - ドデスカブキ!〜私 アナウンサー兼 歌舞伎女形です〜（メ〜テレ）[224]
- 12月15日 - イチオシ!ファイターズ 応援大使がやってきた（北海道テレビ）
- 12月29日 - 2013 FFFFF年末スペシャル（北海道テレビ）

### TBSテレビ・JNN系列
- 1月1日
  - 新春初蹴り!SUPER SOCCER世界で勝つぞSP（TBS）[226]
  - ごぶごぶ正月スペシャル〜芸人おすすめスイーツ かまぼこ板でレッツゴー!〜（毎日放送）
  - そこが知りたい 特捜!板東リサーチ'13お正月超特大号（中部日本放送）
- 1月2日
  - 時事放談新春総力SP（TBS）
  - 明石家電視台2013新春オールスター大集合（毎日放送）
  - 有田とマツコと男と女新年から禁断の大バトル!!〜細木数子も緊急参戦〜（TBS）[227]
- 1月3日
  - パテナの神様!正月SP〜おせちもいいけどコンビニもね〜（毎日放送）
  - 新春プレミアシネマ「麒麟の翼〜劇場版・新参者〜」（TBS）[228]
- 1月3日(新春2.5H)、2月8日(2H)、3月15日(2H)、29日(2H)、4月12日(2H)、5月24日(2H)、6月21日(2H)、7月5日(2H)、8月16日(2H)、10月11日(3H)、11月1日(2H) - ぴったんこカン・カンSP（TBS）
- 1月5日
  - 知っとこ!2013年これくる!女子プチ贅沢ツアー（毎日放送）
  - よしもと新喜劇お正月スペシャル（毎日放送）
  - 住人十色 闘う家2013（毎日放送）
- 1月6日 - 噂の!東京マガジン新春特大号（TBS）
- 1月22日(2H)、2月19日(2H)、4月2日(2H)、9月3日(2H、最終回) - 火曜曲!SP（TBS）
- 1月24日 - イカさま☆タコさまSP（TBS）
- 1月26日 - 女子アナの罰「シルビア軍vsみな実軍　罰をかけた仁義なき戦いSP」（TBS）[229]
- 2月2日（※初回）、23日、3月9日、4月13日、27日、5月11日、6月8日、22日、7月13日、27日、8月24日、10月12日 - ジョブチューン アノ職業のヒミツぶっちゃけます!2時間SP（TBS）
- 2月24日 - キユーピー3分クッキング50周年スペシャル 家庭料理のお悩み解決!おいしいコツがわかるんです!!（中部日本放送 / JNN13局）[230]
- 2月25日〜3月1日、3月4日〜8日、3月11日、3月13日〜15日、3月18日 - NEWS23クロス WBC拡大スペシャル（TBS）
- 3月4日 - TUF開局30周年キラリ☆ふくしまSP 池上彰の福島の叫び!聞かせて下さい（テレビユー福島）[231][注 1]
- 3月9日 - 報道特集〜東日本大震災から2年。それぞれの730日〜（TBS）[注 1]
- 3月10日 - イッポウスペシャル 巨大地震〜生き抜くための5つの鉄則〜（中部日本放送）[232][注 1]
- 3月15日、4月5日(G2H) - マツコの知らない世界SP（TBS）
- 3月16日 - 暮らしのレシピSpecial 栗山千明のマレーシア・マラッカ 新しい自分に出会う旅（TBS）[233]
- 3月22日、5月31日 - 有吉ジャポンSP（TBS）
- 3月24日 - エンパレ春の大祭典!有名スター×人気芸人夢の競演スペシャル!（毎日放送）
- 3月27日（※深夜版最終回）、4月25日（※ゴールデン初回）、5月16日、6月6日、20日、7月25日、8月8日、9月12日、10月10日、31日 - ニンゲン観察バラエティ モニタリングSP（TBS）
- 3月29日 - カワスポ創刊号 阪神開幕SP（毎日放送）
- 4月1日(2H)、7月1日(2H)、9月30日(2H) - 私の何がイケないの?SP（TBS）
- 4月2日 - TBS若手ディレクターと石橋の土曜の3回SP（TBS）
- 4月5日(2H)、9月27日(2H) - 爆報! THE フライデーSP（TBS）
- 4月11日(※初回) - 今、この顔がスゴい!SP（TBS）
- 4月16日(※初回2H)、6月18日(2H)、7月30日(2H) - 爆笑問題の世界の日本人妻は見た!SP（毎日放送）
- 5月16日 - ゴロウ・デラックスSP（TBS）
- 5月22日 - アーティストSP（TBS）
- 5月23日(1H)、7月4日(2H)、12月17日(2H) - 内村とザワつく夜SP（TBS）
- 6月4日(2H)、7月23日(1H)、10月1日(2H) - 有田とヤラシイ人々SP（TBS）
- 7月30日
  - 特大がっちりマンデー!!（TBS）
  - ガチャガチャV6SP（TBS）
- 12月22日 - ホムカミ〜ニッポン大好き外国人 世界の村に里帰り〜 隣の外国人の里帰りについていったらとんでもないドラマが待っていたSP（毎日放送）
- 12月28日 - ランク王国年末倍返し!スペシャル（TBS）

### テレビ東京・TXN系列
- 1月1日 - 来たれ!辞書部（テレビ東京）[25]※レギュラー第0回
- 1月2日 - ヴァンガードTV 世界でヴァンガりましたSP（テレビ愛知）[235]
- 2月5日 - けいざいナビスペシャル 池上彰の北海道白熱授業（テレビ北海道）[236]
- 2月23日、3月2日(1H) - 美の巨人たち〜2週連続特別企画〜パリを彩る美しき歴史遺産スペシャル（テレビ東京）[237]
- 3月10日 - やすとものどこいこ!?2時間スペシャル 沖縄でブラブラ（テレビ大阪）
- 3月23日 - 厳選!いい宿ナビ2時間半スペシャル（テレビ東京）
- 4月28日 - 広告の番組〜企業ドキュメンタリー ヒットの秘密大研究〜（テレビ東京）[238]
- 5月3日 - 2013スペシャル未来の主役 〜地球の子どもたち〜夢を信じて…（TVQ九州放送）
- 7月28日 - 海外行くならこーでね〜と!スペシャル イタリア・ロサンゼルス感動旅!（テレビ東京）
- 8月18日 - ドラGO!1時間スペシャルin富士山麓ドライブ（テレビ東京）
- 8月25日(1H) - 137億年の物語スペシャル「古代ローマ市民 コロッセオで熱狂!」（テレビ東京）
- 10月2日 - きらきらアフロTM 未知との遭遇旅SP（テレビ東京）
- 12月20日(2H) - たけしのニッポンのミカタ!潰れない店にはワケがある!?スペシャル（テレビ東京）
- 12月23日(1H) - ピラメキーノXmasスペシャル （テレビ東京）[239]
- 12月26日(1.5H)
  - WBS25周年記念SP「2020 成長への提言 WBS LIVE IN シンガポール」（テレビ東京）
  - Neo sports年末スペシャル（テレビ東京）
- 12月28日(2H) - 出没!アド街ック天国お正月行きたい!鎌倉SPECIAL（テレビ東京）

### フジテレビ・FNN・FNS系列
※『ソモサン・セッパ!』についてはレギュラー放送終了後も特番が放送されている為別節を参照。
- 1月1日
  - ロケットライブ2013〜ブレイク直前芸人の初モノ発射SP〜（フジテレビ）
  - 西川きよしのご縁です!×ぐっさん家 アニバーサリー10（東海テレビ）
- 1月2日
  - 皇室ご一家新春スペシャル2013（フジテレビ）
  - 世間の裏側のぞき見バラエティ ウラマヨ!正月SP!! 大金わしづかみ!成り上がり社長さん大集合!!（関西テレビ）
  - 新春ジャンボジャルやるっ!あなたの2013年の願いをしかと大奉納SP（関西テレビ）
- 1月3日 - よ〜いドン!お正月スペシャル2013（関西テレビ）
- 1月5日 - モモコのOH!ソレ!み〜よ!新春スペシャル　BIGマザー相談室パパ芸人大集合!（関西テレビ）
- 1月14日 - 生田くん、ハイ!真夜中のレストラン（フジテレビ）
- 1月19日 - 魁!音楽番付生放送SP（フジテレビ）
- 1月26日 - タビノイロ。SPほっこり!好き・すき〜極上スノーリゾート!日帰り旅（フジテレビ）
- 1月28日(※初回)、2月11日、3月25日、4月15日、5月13日、7月8日、8月5日、19日、9月23日、10月21日 - ジェネレーション天国2時間SP（フジテレビ）
- 3月4日 - ピースのイライラ救助隊 出動!ストレスキューSP（東海テレビ）[241]
- 3月12日 - ウチくる!?15周年!〜節目で聞いちゃいましたスペシャル（フジテレビ）[注 5][242]
- 3月28日 - 金爆一家春の1時間SP〜ガチンコサバイバルツアーin熱海!（フジテレビ）※最終回[243]
- 3月30日 - 10匹のコブタちゃんSP（フジテレビ）
- 4月10日 - TOKIOカケルSP（フジテレビ）[85]
- 4月13日 - 蔵出しゴメン!セキララ☆小町〜女のウップン大爆発スペシャル〜（関西テレビ）
- 4月21日 - テレビシャカイ実験 あすなろラボ初回90分SP（フジテレビ）
- 9月30日 - ハマ3SP（フジテレビ）※最終回
- 11月3日 - 教訓のススメダウンタウンが人生を真剣に考えますSP（フジテレビ）※初回
- 12月25日 - 笑っていいとも!ラストクリスマス特大号（フジテレビ）

### クロスネット局・独立局・BS・CS
- 1月1日
  - おしあげNOW新春スペシャル 東京スカイツリーからおめでとう!（TOKYO MX）[14]※「ご自慢ライブ おしあげNOW」最終回
  - きらり!えん旅新春2時間スペシャル（NHK BSプレミアム）
- 1月2日 - 世界の名画 〜美の迷宮への旅〜特別企画 生まれ変わった美の殿堂 パリ・オルセー美術館（BS朝日）
- 1月2日・3日 - 東北魂TV 2013新春コントSP（BSフジ）
- 1月3日
  - イケメンSELECTION ぶっかけ男子in伊香保!!with大久保佳代子スペシャル!（TOKYO MX）[14]
  - 檀れい 名匠の里紀行 絢爛!京都新春スペシャル〜錦織と京焼…美と食に秘められた伝統の技〜（BS日テレ）[246]
- 1月4日
  - SHISEIDO presents エコの作法 〜明日の美しい生き方へ〜新春スペシャル 神様のワンダーランド 伊勢神宮（BS朝日）[247]
  - ムツゴロウのゆかいな動物図鑑2013新春スペシャル（BSフジ）
- 1月6日 - beポンキッキーズ40周年スペシャル 〜人気の40曲全部みせます!〜（BSフジ）
- 1月9日 - 世界水紀行スペシャル ヨーロッパ 水と共にある世界遺産（BS日テレ）[246]
- 1月13日 - トラベリックスIII新春SP 全部見せます!憧れのハワイ・オアフ島（BS日テレ）[246]
- 2月7日 - 世界温泉遺産〜神秘の力を訪ねて〜SP 〜明日でも行ける台湾・極上の湯を訪ねて〜（BS日テレ）
- 2月24日 - 歴史発見 城下町へ行こう!スペシャル 「明治維新の舞台をゆく〜薩摩、長州、土佐、そして長崎〜」（BS朝日）
- 2月25日 - この時刻表があればご飯何杯でもいけるダイヤ改正1時間拡大号（鉄道チャンネル）
- 2月26日、4月2日 - にほん風景遺産スペシャル 大人ののんびり絶景列車の旅 その1、その2（BS朝日）
- 3月4日 - それがしりたい 〜ニッポンおもしろいネ〜2時間スペシャル 「ぶっつけ本番!路線バスの旅〜春一番!の九州横断!」（BS-TBS）
  - 5月6日 - それがしりたい 〜ニッポンおもしろいネ〜2時間スペシャル 「ぶっつけ本番!路線バスの旅 南九州 昭和懐かしの新婚旅行」（BS-TBS）
- 3月10日 - 長嶋茂雄がここにいる―いま日本人に伝えたいこと―（BSフジ）[248][注 62]
- 3月11日 - TOKYO MX NEWS拡大版 あれから2年。「被災地と東京」（TOKYO MX）[249][注 1]
- 3月23日 - にっぽん縦断 こころ旅2013春の旅直前スペシャル（NHK BSプレミアム）
- 3月26日 - 欧州 美の浪漫紀行2時間スペシャル〜パリ、ロンドン「革命」が生んだ二つの美術館〜（BSジャパン）[250]
- 3月31日 - 戦国鍋TVライブツアー〜武士ロックフェスティバル2013〜（テレビ神奈川）
- 4月5日 - コロッケ千夜一夜2時間スペシャル（BS日テレ）※初回
- 4月13日 - 旅するハイビジョン 全国百線鉄道の旅2時間スペシャル 東日本大震災から2年 甦れ!東北の鉄路2013（BSフジ）[注 1]
- 4月29日 - 3000試合メモリアル!〜タイガースと共に〜（サンテレビ）[注 63][251]
- 5月4日 - Hello!フォト☆ラバーズ〜忘れられないあの1枚...2時間スペシャル（BS朝日）
- 6月6日 - 徳さんのお遍路さん〜遍路は続くよ、まだまだどこまでも 3時間スペシャル〜（BS-TBS）
- 7月2日 - 欧州鉄道の旅特別編 「豪華列車・世界のオリエント・エクスプレス特集」 〜日本初公開! ザ・ロイヤル・スコッツマンとオリエント急行の旅〜（BSフジ）
- 9月21日 - MJ Presents SKE48リクエストSPECIAL（NHK BSプレミアム）
- 11月8日 - ぶらぶら美術・博物館 出雲大社 平成の大遷宮スペシャル! 〜国宝でひも解く古代出雲の謎と足立美術館“日本一”の庭園〜（BS日テレ）
- 12月27日 - ゆうドキッ!拡大年末スペシャル〜2013年ニュース総決算〜（奈良テレビ）
- 12月29日 - 地球絶景紀行 一度は行きたい!麗しの欧州スペシャル（BS-TBS）
- 12月31日
  1. 東京号泣教室 〜ROAD TO 2020〜まだまだ間に合う!ぜ〜んぶ見せますスペシャル（TOKYO MX）
  2. ニッポン・ダンディ 年越し直前 怒り納めSP（TOKYO MX）
  3. たまたまテレビラジオ年越しスペシャル!（テレビ埼玉）[252]
  4. 年越し特番「カウントダウンスペシャル おもてなし元年2014」(KBS京都)
  5. BS日本・こころの歌年越し新春スペシャル　2013〜'14
  6. 新日本プロレス2013総決算!俺たちのプロレスアワード〜1.4東京ドームまであと4日!!〜（BS朝日）
  7. 日本グッドイヤーpresentsベストヒットUSA年越しリクエスト3時間拡大スペシャル A HAPPY NEW GOOD YEAR!!（BS朝日）[253]